# Вадінагала (Грама Ніладхарі)
Грама Ніладхарі Вадінагала (№ W/26) — Грама Ніладхарі підрозділу ОС Дамана, округ Ампара, Східна провінція, Шрі-Ланка.

## Демографія
| Населення (2007) | Населення (2007) | Населення (2007) | Населення (2007) | Населення (2007) |
| Населення        | Чоловіки         | Жінки            | Діти             | Дорослі          |
| ---------------- | ---------------- | ---------------- | ---------------- | ---------------- |
| 1740             | 864              | 876              | 1095             | 645              |